# Sveriges damlandskamper i ishockey under 2000-talet

## 2000
2000 omfattades bland annat av VM i Kanada där det svenska landslaget kom på fjärde plats efter att ha besegrats av Finland.
| Datum       | Spelplats      |         |          | Resultat | Typ av match      |
| ----------- | -------------- | ------- | -------- | -------- | ----------------- |
| 1 januari   | Lake Placid    | Sverige | Ryssland | 4 – 0    | Träningsturnering |
| 2 januari   | Lake Placid    | USA     | Sverige  | 5 – 0    | Träningsturnering |
| 10 februari | Lapinlax       | Finland | Sverige  | 1 – 0    | Träningsmatch     |
| 11 februari | Suonenjoki     | Finland | Sverige  | 7 – 1    | Träningsmatch     |
| 12 februari | Leppävirta     | Finland | Sverige  | 2 – 3    | Träningsmatch     |
| 18 mars     | Haninge kommun | Sverige | Norge    | 17 – 0   | Träningsmatch     |
| 1 april     | Sarnia         | Kanada  | Sverige  | 9 – 1    | Träningsmatch     |
| 3 april     | Peterborough   | Sverige | Kina     | 1 – 1    | VM 2000           |
| 4 april     | Niagara Falls  | Japan   | Sverige  | 0 – 10   | VM 2000           |
| 6 april     | Mississauga    | Kanada  | Sverige  | 4 – 0    | VM 2000           |
| 7 april     | Mississauga    | USA     | Sverige  | 7 – 1    | VM 2000           |
| 9 april     | Mississauga    | Sverige | Finland  | 1 – 7    | VM 2000           |
| 7 november  | Provo          | Kanada  | Sverige  | 9 – 0    | Träningsturnering |
| 8 november  | Provo          | Sverige | Finland  | 2 – 2    | Träningsturnering |
| 10 november | Provo          | USA     | Sverige  | 10 – 2   | Träningsturnering |
| 11 november | Provo          | Finland | Sverige  | 0 – 6    | Träningsturnering |

## 2001
2001 omfattades bland annat av VM i USA där det svenska landslaget kom på sjunde plats, vilket var näst sist.
| Datum       | Spelplats      |           |           | Resultat | Typ av match  |
| ----------- | -------------- | --------- | --------- | -------- | ------------- |
| 22 januari  | Hanna          | Kanada    | Sverige   | 4 – 0    | Träningsmatch |
| 24 januari  | Cranbrook      | Kanada    | Sverige   | 8 – 0    | Träningsmatch |
| 25 januari  | Trail          | Kanada    | Sverige   | 8 – 0    | Träningsmatch |
| 27 januari  | Kelowna        | Kanada    | Sverige   | 4 – 1    | Träningsmatch |
| 29 januari  | Golden         | Kanada    | Sverige   | 9 – 2    | Träningsmatch |
| 8 februari  | Sandviken      | Sverige   | Finland   | 5 – 2    | Träningsmatch |
| 9 februari  | Gävle          | Sverige   | Finland   | 4 – 1    | Träningsmatch |
| 10 februari | Norrtälje      | Sverige   | Finland   | 2 – 0    | Träningsmatch |
| 30 mars     | St Cloud       | Sverige   | Ryssland  | 8 – 1    | Träningsmatch |
| 31 mars     | St Cloud       | USA       | Sverige   | 11 – 1   | Träningsmatch |
| 2 april     | Rochester      | Ryssland  | Sverige   | 3 – 0    | VM 2001       |
| 3 april     | Rochester      | Sverige   | Kazakstan | 3 – 1    | VM 2001       |
| 5 april     | Minneapolis    | Kanada    | Sverige   | 13 – 0   | VM 2001       |
| 6 april     | Fridley        | Sverige   | Tyskland  | 2 – 6    | VM 2001       |
| 8 april     | Blaine         | Kazakstan | Sverige   | 1 – 3    | VM 2001       |
| 7 september | Skellefteå     | Sverige   | Finland   | 1 – 5    | Träningsmatch |
| 8 september | Skellefteå     | Sverige   | Finland   | 2 – 5    | Träningsmatch |
| 9 september | Ursviken       | Sverige   | Finland   | 0 – 9    | Träningsmatch |
| 3 oktober   | Victoria       | Kanada    | Sverige   | 10 – 0   | Träningsmatch |
| 5 oktober   | Campbell River | Kanada    | Sverige   | 7 – 0    | Träningsmatch |
| 6 oktober   | Port Alberni   | Kanada    | Sverige   | 10 – 0   | Träningsmatch |
| 7 oktober   | Langley        | Kanada    | Sverige   | 3 – 0    | Träningsmatch |
| 8 oktober   | North Delta    | Kanada    | Sverige   | 11 – 3   | Träningsmatch |
| 9 oktober   | Langley        | Kanada    | Sverige   | 3 – 1    | Träningsmatch |
| 3 november  | Tavastehus     | Finland   | Sverige   | 4 – 1    | Träningsmatch |
| 5 november  | Vierumäki      | Sverige   | Kanada    | 1 – 5    | Träningsmatch |
| 7 november  | Hollola        | Finland   | Sverige   | 3 – 1    | Träningsmatch |
| 9 november  | Dickursby      | Finland   | Sverige   | 2 – 0    | Träningsmatch |
| 11 december | Boston         | USA       | Sverige   | 11 – 1   | Träningsmatch |
| 13 december | Pittsburgh     | USA       | Sverige   | 9 – 1    | Träningsmatch |
| 15 december | New Haven      | USA       | Sverige   | 8 – 0    | Träningsmatch |
| 16 december | New Jersey     | USA       | Sverige   | 12 – 1   | Träningsmatch |

## 2002

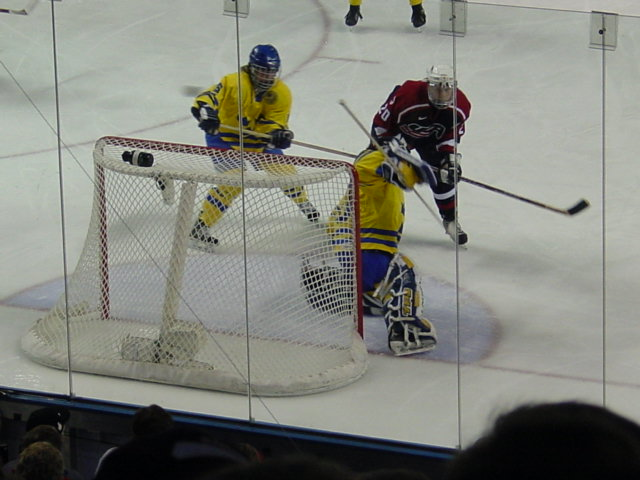
Svenskorna försvarar sig mot amerikanskorna (0-4) vid den olympiska turneringen 2002 i Salt Lake City.

2002 omfattas bland annat av OS i Salt Lake City där det svenska landslaget tog brons genom att besegra Finland.
| Datum       | Spelplats        |          |           | Resultat | Typ av match      |
| ----------- | ---------------- | -------- | --------- | -------- | ----------------- |
| 4 januari   | Kellokoski       | Finland  | Sverige   | 2 – 3    | Träningsmatch     |
| 5 januari   | Vanda            | Finland  | Sverige   | 4 – 3    | Träningsmatch     |
| 6 januari   | Vierumäki        | Finland  | Sverige   | 4 – 2    | Träningsmatch     |
| 6 februari  | Provo            | Sverige  | Kina      | 4 – 1    | Träningsmatch     |
| 7 februari  | Provo            | Sverige  | Tyskland  | 5 – 0    | Träningsmatch     |
| 11 februari | Provo            | Ryssland | Sverige   | 2 – 3    | OS 2002           |
| 13 februari | Provo            | Sverige  | Kazakstan | 7 – 0    | OS 2002           |
| 16 februari | Provo            | Kanada   | Sverige   | 11 – 0   | OS 2002           |
| 19 februari | West Valley City | USA      | Sverige   | 4 – 0    | Sf OS 2002        |
| 21 februari | Provo            | Sverige  | Finland   | 2 – 1    | Brons OS 2002     |
| 5 september | Vierumäki        | Finland  | Sverige   | 3 – 0    | Träningsmatch     |
| 6 september | Rantasalmi       | Finland  | Sverige   | 5 – 0    | Träningsmatch     |
| 7 september | Savitaipale      | Finland  | Sverige   | 8 – 2    | Träningsmatch     |
| 6 november  | Kitchener        | Sverige  | Finland   | 2 – 2    | Träningsturnering |
| 7 november  | Mississauga      | Sverige  | Kanada    | 1 – 5    | Träningsturnering |
| 9 november  | Kitchener        | USA      | Sverige   | 12 – 2   | Träningsturnering |
| 10 november | Kitchener        | Finland  | Sverige   | 5 – 0    | Träningsturnering |

## 2003
| Datum       | Spelplats  |          |         | Resultat     | Typ av match      |
| ----------- | ---------- | -------- | ------- | ------------ | ----------------- |
| 1 februari  | Norrköping | Sverige  | Finland | 4 – 3, e.fl. | Träningsmatch     |
| 2 februari  | Linköping  | Sverige  | Finland | 4 – 3        | Träningsmatch     |
| 3 februari  | Stockholm  | Sverige  | Finland | 3 – 1        | Träningsmatch     |
| 4 februari  | Mariehamn  | Sverige  | Finland | 3 – 2, e.fl. | Träningsmatch     |
| 29 mars     | Peking     | Tyskland | Sverige | 0 – 5        | Träningsmatch     |
| 2 september | Kisakallio | Finland  | Sverige | 2 – 3        | Träningsmatch     |
| 3 september | Borgå      | Finland  | Sverige | 4 – 4        | Träningsmatch     |
| 4 september | Kyrkslätt  | Finland  | Sverige | 1 – 4        | Träningsmatch     |
| 5 november  | Skara      | Sverige  | Kanada  | 1 – 6        | Träningsturnering |
| 6 november  | Tibro      | Sverige  | Finland | 2 – 1, e.fl. | Träningsturnering |
| 8 november  | Skövde     | Sverige  | USA     | 1 – 5        | Träningsturnering |
| 9 november  | Skövde     | Sverige  | Finland | 2 – 3        | Träningsturnering |

## 2004
2004 omfattas bland annat av VM i Kanada där det svenska landslaget kom på fjärde plats, efter att ha besegrats av Finland i bronsmatchen.
| Datum        | Spelplats   |          |          | Resultat           | Typ av match      |
| ------------ | ----------- | -------- | -------- | ------------------ | ----------------- |
| 4 februari   | Västerås    | Sverige  | Finland  | 3 – 3, 3 – 4 e.fl. | Träningsmatch     |
| 5 februari   | Enköping    | Sverige  | Finland  | 4 – 3              | Träningsmatch     |
| 6 februari   | Stockholm   | Sverige  | Finland  | 2 – 2, 3 – 2 str.  | Träningsmatch     |
| 27 mars      | Truro       | Schweiz  | Sverige  | 1 – 6              | Träningsmatch     |
| 28 mars      | Antigonish  | Kanada   | Sverige  | 9 – 1              | Träningsmatch     |
| 30 mars      | Dartmouth   | Sverige  | Japan    | 8 – 2              | VM 2004           |
| 1 april      | Dartmouth   | Sverige  | Finland  | 2 – 2              | VM 2004           |
| 4 april      | Halifax     | Kanada   | Sverige  | 7 – 1              | VM 2004           |
| 5 april      | Halifax     | Sverige  | USA      | 2 – 9              | VM 2004           |
| 6 april      | Halifax     | Finland  | Sverige  | 3 – 2              | Brons VM 2004     |
| 8 september  | Landskrona  | Sverige  | Finland  | 6 – 1              | Träningsmatch     |
| 9 september  | Tyringe     | Sverige  | Finland  | 2 – 0              | Träningsmatch     |
| 10 september | Malmö       | Sverige  | Finland  | 3 – 3, 3 – 4 str   | Träningsmatch     |
| 6 oktober    | Kitchener   | Kanada   | Sverige  | 5 – 0              | Träningsturnering |
| 7 oktober    | Kitchener   | Sverige  | Ryssland | 7 – 2              | Träningsturnering |
| 9 oktober    | Kitchener   | Sverige  | Kanada   | 1 – 8              | Träningsturnering |
| 10 oktober   | Kitchener   | Ryssland | Sverige  | 0 – 8              | Träningsturnering |
| 10 november  | Lake Placid | Sverige  | Kanada   | 2 – 3              | Träningsturnering |
| 11 november  | Lake Placid | Sverige  | Finland  | 2 – 2              | Träningsturnering |
| 13 november  | Lake Placid | USA      | Sverige  | 6 – 3              | Träningsturnering |
| 14 november  | Lake Placid | Finland  | Sverige  | 2 – 4              | Träningsturnering |

## 2005
| Datum       | Spelplats  |         |           | Resultat                | Typ av match                        |
| ----------- | ---------- | ------- | --------- | ----------------------- | ----------------------------------- |
| 7 februari  | Rovaniemi  | Finland | Sverige   | 0 – 2                   | Träningsmatch                       |
| 8 februari  | Torneå     | Finland | Sverige   | 4 – 2                   | Träningsmatch                       |
| 9 februari  | Uleåborg   | Finland | Sverige   | 0 – 6                   | Träningsmatch                       |
| 29 mars     | Vadstena   | Sverige | Kina      | 7 – 0                   | Träningsmatch                       |
| 31 mars     | Linköping  | Sverige | Tyskland  | 3 – 0                   | Träningsmatch                       |
| 2 april     | Linköping  | Sverige | Ryssland  | 3 – 1                   | VM 2005                             |
| 4 april     | Norrköping | Sverige | Kazakstan | 5 – 1                   | VM 2005                             |
| 6 april     | Linköping  | Kanada  | Sverige   | 10 – 0                  | VM 2005                             |
| 8 april     | Linköping  | USA     | Sverige   | 4 – 1                   | SF VM 2005                          |
| 9 april     | Linköping  | Finland | Sverige   | 2 – 5                   | Brons VM 2005                       |
| 31 augusti  | Tavastehus | Sverige | Kanada    | 1 – 3                   | Träningsturnering                   |
| 1 september | Salo       | Finland | Sverige   | 1 – 1 1 – 2 efter str   | Träningsturnering                   |
| 3 september | Tavastehus | Sverige | USA       | 0 – 2                   | Träningsturnering                   |
| 4 september | Tavastehus | Sverige | Finland   | 3 – 3 3 – 4 efter str   | B Träningsturnering                 |
| 5 oktober   | Lappo      | Finland | Sverige   | 2 – 3                   | Träningsmatch                       |
| 6 oktober   | Karleby    | Finland | Sverige   | 5 – 0                   | Träningsmatch                       |
| 8 oktober   | Vasa       | Finland | Sverige   | 2 – 2 2 – 3 efter str   | Träningsmatch                       |
| 9 oktober   | Närpes     | Finland | Sverige   | 3 – 3 3 – 4 efter förl. | Träningsmatch                       |
| 3 november  | Landskrona | Sverige | Kanada    | 0 – 11                  | Träningsmatch                       |
| 4 november  | Tyringe    | Sverige | Kanada    | 0 – 4                   | Träningsmatch                       |
| 7 november  | Turin      | Kanada  | Sverige   | 3 – 1                   | Ice Hockey International Tournament |
| 9 november  | Turin      | Sverige | USA       | 0 – 3                   | Ice Hockey International Tournament |
| 10 november | Turin      | Finland | Sverige   | 6 – 2                   | Ice Hockey International Tournament |
| 11 november | Turin      | Sverige | Italien   | 14 – 0                  | Ice Hockey International Tournament |
| 10 december | Calgary    | Kanada  | Sverige   | 6 – 0                   | Träningsmatch                       |
| 11 december | Canmore    | Kanada  | Sverige   | 6 – 2                   | Träningsmatch                       |
| 13 december | Calgary    | Kanada  | Sverige   | 6 – 2                   | Träningsmatch                       |

## 2006

Italien-Sverige (0-11) vid den olympiska turneringen 2006 i Turin.

| Datum        | Spelplats     |          |          | Resultat              | Typ av match        |
| ------------ | ------------- | -------- | -------- | --------------------- | ------------------- |
| 9 januari    | Timrå         | Sverige  | Finland  | 2 – 0                 | Träningsmatch       |
| 10 januari   | Sollefteå     | Sverige  | Finland  | 1 – 2                 | Träningsmatch       |
| 11 januari   | Umeå          | Sverige  | Finland  | 5 – 1                 | Träningsmatch       |
| 3 februari   | Torre Pellice | Sverige  | Kanada   | 0 – 2                 | Träningsmatch       |
| 7 februari   | Lugano        | Schweiz  | Sverige  | 1 – 6                 | Träningsmatch       |
| 11 februari  | Turin         | Sverige  | Ryssland | 3 – 1                 | OS 2006             |
| 13 februari  | Turin         | Sverige  | Italien  | 11 – 0                | OS 2006             |
| 14 februari  | Turin         | Kanada   | Sverige  | 8 – 1                 | OS 2006             |
| 17 februari  | Turin         | USA      | Sverige  | 2 – 2 2 – 3 efter str | SF OS 2006          |
| 20 februari  | Turin         | Sverige  | Kanada   | 1 – 4                 | F OS 2006           |
| 8 september  | Kuhmo         | Finland  | Sverige  | 2 – 4                 | Träningsmatch       |
| 9 september  | Lieksa        | Finland  | Sverige  | 2 – 1                 | Träningsmatch       |
| 10 september | Varkaus       | Finland  | Sverige  | 3 – 1                 | Träningsmatch       |
| 7 november   | Kitchener     | Sverige  | Finland  | 8 – 3                 | Träningsturnering   |
| 8 november   | Kitchener     | Kanada   | Sverige  | 7 – 0                 | Träningsturnering   |
| 10 november  | Kitchener     | USA      | Sverige  | 7 – 0                 | Träningsturnering   |
| 11 november  | Kitchener     | Sverige  | Finland  | 3 – 2                 | B Träningsturnering |
| 17 december  | Vierumäki     | Tyskland | Sverige  | 2 – 5                 | Träningsturnering   |
| 18 december  | Vierumäki     | Ryssland | Sverige  | 1 – 5                 | Träningsturnering   |
| 19 december  | Vanda         | Finland  | Sverige  | 3 – 3 4 – 3 efter str | Träningsturnering   |

## 2007
2007 omfattade bland annat VM i Winnipeg där landslaget tog brons.
| Datum       | Spelplats                             |          |          | Resultat                 | Typ av match                     |
| ----------- | ------------------------------------- | -------- | -------- | ------------------------ | -------------------------------- |
| 16 februari | Råsshallen, Guldsmedshyttan           | Tyskland | Sverige  | 0 – 5                    | Träningsturnering                |
| 17 februari | Lindehov, Lindesberg                  | Sverige  | Ryssland | 2 – 1                    | Träningsturnering                |
| 18 februari | Vinterstadion, Örebro                 | Sverige  | Finland  | 0 – 1                    | Träningsturnering                |
| 30 mars     | Grand Forks                           | USA      | Sverige  | 7 – 1                    | Träningsmatch                    |
| 1 april     | Warroad                               | USA      | Sverige  | 5 – 0                    | Träningsmatch                    |
| 3 april     | Winnipeg                              | Ryssland | Sverige  | 2 – 3                    | VM 2007                          |
| 5 april     | Winnipeg                              | Sverige  | Finland  | 0 – 1, efter förlängning | VM 2007                          |
| 8 april     | Winnipeg                              | Sverige  | Kina     | 12 – 2                   | VM 2007                          |
| 9 april     | Winnipeg                              | Schweiz  | Sverige  | 0 – 4                    | VM 2007                          |
| 10 april    | Winnipeg                              | Finland  | Sverige  | 0 – 5                    | Brons VM 2007                    |
| 3 september | Prince George Coliseum, Prince George | Kanada   | Sverige  | 3 – 0                    | Fall Festival, Träningsturnering |
| 4 september | Prince George Coliseum, Prince George | Kanada   | Sverige  | 4 – 1                    | Fall Festival, Träningsturnering |
| 6 september | Prince George Coliseum, Prince George | Sverige  | Kanada   | 0 – 6                    | Fall Festival, Träningsturnering |
| 7 september | Prince George Coliseum, Prince George | Sverige  | Kanada   | 1 – 5                    | Fall Festival, Träningsturnering |
| 6 november  | FM Mattsson Arena, Mora               | Sverige  | Kanada   | 0 – 8                    | Träningsmatch                    |
| 7 november  | Ejendals Arena, Leksand               | Sverige  | USA      | 0 – 4                    | Träningsturnering                |
| 8 november  | Ejendals Arena, Leksand               | Sverige  | Finland  | 0 – 3                    | Träningsturnering                |
| 10 november | Ejendals Arena, Leksand               | Sverige  | Kanada   | 3 – 5                    | Träningsturnering                |
| 11 november | Ejendals Arena, Leksand               | Sverige  | Finland  | 0 – 1                    | Träningsturnering                |
| 14 december | Kuortane                              | Tyskland | Sverige  | 0 – 5                    | Träningsturnering                |
| 15 december | Kuortane                              | Sverige  | Ryssland | 7 – 5                    | Träningsturnering                |
| 16 december | Lembois                               | Finland  | Sverige  | 2 – 0                    | Träningsturnering                |

## 2008
2008 omfattade bland annat VM i Harbin där landslaget kom på en femteplats.
| Datum       | Spelplats                       |          |          | Resultat                       | Typ av match                      |
| ----------- | ------------------------------- | -------- | -------- | ------------------------------ | --------------------------------- |
| 2 januari   | Eissporthalle, Ravensburg       | Sverige  | Schweiz  | 6 – 1                          | Women's Air Canada Cup 2008       |
| 3 januari   | Eissporthalle, Ravensburg       | Finland  | Sverige  | 5 – 0                          | Women's Air Canada Cup 2008       |
| 5 januari   | Eissporthalle, Ravensburg       | Kanada   | Sverige  | 7 – 2                          | Sf Women's Air Canada Cup 2008    |
| 6 januari   | Eissporthalle, Ravensburg       | Sverige  | Ryssland | 4 – 3                          | Brons Women's Air Canada Cup 2008 |
| 15 februari | Olympiarinken, Helsingborg      | Sverige  | Ryssland | 3 – 1                          | Träningsturnering                 |
| 16 februari | Ängelholms Ishall, Ängelholm    | Sverige  | Tyskland | 3 – 0                          | Träningsturnering                 |
| 17 februari | Ängelholms Ishall, Ängelholm    | Sverige  | Finland  | 2 – 0                          | Träningsturnering                 |
| 2 april     | Baqu Arena, Harbin              | Sverige  | Kanada   | 1 – 6                          | Träningsmatch                     |
| 4 april     | Baqu Arena, Harbin              | Sverige  | Japan    | 5 – 0                          | VM 2008                           |
| 6 april     | Baqu Arena, Harbin              | Finland  | Sverige  | 2 – 2, 3 – 2 efter förlängning | VM 2008                           |
| 8 april     | Baqu Arena, Harbin              | Sverige  | Schweiz  | 3 – 3, 3 – 4 efter straffar    | VM 2008                           |
| 9 april     | Baqu Arena, Harbin              | Ryssland | Sverige  | 1 – 3                          | VM 2008                           |
| 6 september | Mäntsälä                        | Finland  | Sverige  | 2 – 4                          | Träningsmatch                     |
| 7 september | Helsingin Jäähalli, Helsingfors | Finland  | Sverige  | 0 – 0, 1 – 0 efter förlängning | Träningsmatch                     |
| 4 november  | Herb Brooks Arena, Lake Placid  | USA      | Sverige  | 5 – 2                          | Träningsturnering                 |
| 5 november  | Herb Brooks Arena, Lake Placid  | Finland  | Sverige  | 3 – 2                          | Träningsturnering                 |
| 7 november  | 1932 Arena, Lake Placid         | Sverige  | Kanada   | 1 – 1, 2 – 1 efter förlängning | Träningsturnering                 |
| 9 november  | Herb Brooks Arena, Lake Placid  | Sverige  | Finland  | 3 – 1                          | Brons Träningsturnering           |
| 12 december | Leppävirta                      | Tyskland | Sverige  | 1 – 4                          | Träningsturnering                 |
| 13 december | Leppävirta                      | Sverige  | Ryssland | 7 – 1                          | Träningsturnering                 |
| 14 december | Pieksämäki                      | Finland  | Sverige  | 6 – 2                          | Träningsturnering                 |

## 2009
2009 omfattade bland annat VM i Tavastehus där landslaget kom på en fjärdeplats.
| Datum       | Spelplats    |          |           | Resultat                | Typ av match        |
| ----------- | ------------ | -------- | --------- | ----------------------- | ------------------- |
| 2 januari   | Ravensburg   | Schweiz  | Sverige   | 3 – 5                   | MLP Cup 2009        |
| 4 januari   | Ravensburg   | Tyskland | Sverige   | 1 – 4                   | MLP Cup 2009        |
| 5 januari   | Ravensburg   | Sverige  | Ryssland  | 5 – 4                   | Sf MLP Cup 2009     |
| 6 januari   | Ravensburg   | Kanada   | Sverige   | 1 – 2                   | F MLP Cup 2009      |
| 13 februari | Segeltorp    | Sverige  | Ryssland  | 6 – 3                   | Träningsturnering   |
| 14 februari | Segeltorp    | Sverige  | Tyskland  | 5 – 0                   | Träningsturnering   |
| 15 februari | Segeltorp    | Sverige  | Finland   | 1 – 2                   | Träningsturnering   |
| 2 april     | Vierumäki    | USA      | Sverige   | 9 – 0                   | Träningsmatch       |
| 5 april     | Tavastehus   | Sverige  | Kina      | 6 – 1                   | VM 2009             |
| 6 april     | Tavastehus   | Kanada   | Sverige   | 7 – 0                   | VM 2009             |
| 8 april     | Tavastehus   | Sverige  | Kazakstan | 9 – 0                   | VM 2009             |
| 10 april    | Tavastehus   | Ryssland | Sverige   | 0 – 8                   | VM 2009             |
| 12 april    | Tavastehus   | Finland  | Sverige   | 4 – 1                   | B VM 2009           |
| 15 augusti  | Calgary      | Kanada   | Sverige   | 7 – 2                   | Träningsmatch       |
| 31 augusti  | Vancouver    | Kanada   | Sverige   | 7 – 0                   | Canada Cup 2009     |
| 1 september | Vancouver    | USA      | Sverige   | 7 – 0                   | Canada Cup 2009     |
| 3 september | Vancouver    | Sverige  | Finland   | 3 – 1                   | Canada Cup 2009     |
| 5 september | Vancouver    | Kanada   | Sverige   | 7 – 2                   | SF Canada Cup 2009  |
| 6 september | Vancouver    | Finland  | Sverige   | 1 – 0                   | B Canada Cup 2009   |
| 23 oktober  | Stora Mossen | Sverige  | Ryssland  | 2 – 1                   | Träningsturnering   |
| 24 oktober  | Stora Mossen | Sverige  | Tyskland  | 4 – 1                   | Träningsturnering   |
| 25 oktober  | Stora Mossen | Sverige  | Finland   | 1 – 0                   | Träningsturnering   |
| 1 november  | Stockholm    | Sverige  | Kanada    | 2 – 4                   | Träningsmatch       |
| 3 november  | Vierumäki    | Sverige  | Kanada    | 0 – 4                   | Träningsturnering   |
| 4 november  | Vierumäki    | USA      | Sverige   | 3 – 2                   | Träningsturnering   |
| 6 november  | Helsingfors  | Finland  | Sverige   | 1 – 1 1 – 2 efter förl. | Träningsturnering   |
| 7 november  | Vanda        | Sverige  | Finland   | 1 – 1 2 – 1 efter str   | B Träningsturnering |
| 18 december | Kisakallio   | Tyskland | Sverige   | 0 – 8                   | Träningsturnering   |
| 19 december | Kisakallio   | Sverige  | Ryssland  | 6 – 2                   | Träningsturnering   |
| 20 december | Lojo         | Finland  | Sverige   | 0 – 2                   | Träningsturnering   |